# Bürgerbefragung
Die Bürgerbefragung oder auch Einwohnerbefragung ist eine Form der Bürgerbeteiligung an Entscheidungen der öffentlichen Verwaltung durch Konsultation. Es findet dazu eine Befragung von Bürgern zu einem bestimmten Vorhaben statt. Wie bei anderen Umfragen üblich, bekommen die Bürger zu diesem Zweck in der Regel ein Papierformular mit den Fragen übergeben, das diese nach Ausfüllung zurücksenden oder an bekannt gemachten Sammelstellen abgeben. Bürgerbefragungen sind stets anonym.
Oftmals werden Einwohnerbefragungen auf kommunaler Ebene im Vorfeld von in der Öffentlichkeit umstrittenen Bau- und ordnungsrechtlichen Maßnahmen (bspw. der Neubebauung eines Areals oder der Ausweitung von Parkraumbewirtschaftung) durchgeführt, um den tatsächlichen Grad von Zustimmung und Ablehnung in der Einwohnerschaft zu ermitteln. Auf diesem Wege können den Bürgern auch verschiedene Planungsvarianten vorgelegt und ein Vorhaben so stärker an den Wünschen der Einwohnerschaft ausgerichtet werden. Darüber hinaus haben Einwohnerbefragungen oftmals eine akzeptanzsteigernde und streitvermeidende Wirkung, da den Bürgern vermittelt wird, dass sie in Entscheidungsprozesse eingebunden und nicht „über ihre Köpfe hinweg“ entschieden wird.
Daneben bezeichnen gelegentlich Behörden und öffentliche Einrichtungen ihre mit Methoden der empirischen Sozialforschung durchgeführten Kundenbefragungen, mit denen die Zufriedenheit der Nutzenden mit bestimmten Services abgefragt werden soll, um diese besser an die tatsächlichen Wünsche und Erwartungen anpassen zu können, als Bürgerbefragungen.

## Gesetzliche Regelung

### Niedersachsen
Die Vertretung (Stadt-, Gemeinde- oder Samtgemeinderat, Kreistag) einer Kommune kann gem. § 35 Abs. 1 NKomVG in Angelegenheiten der Gemeinde bzw. des Landkreises eine Befragung der Bürger beschließen. Stadtbezirks- und Ortsräte können in Angelegenheiten, deren Bedeutung über die Ortschaft oder den Stadtbezirk nicht hinausgeht, eine Bürgerbefragung in der Ortschaft oder dem Stadtbezirk beschließen (§ 93 Abs. 3 NKomVG).
In beiden Fällen sind Befragungen in Angelegenheiten einzelner Mitglieder der Vertretung, des Hauptausschusses, der Stadtbezirksräte, der Ortsräte und der Ausschüsse sowie der Beschäftigten der Kommune unzulässig (§ 35 Satz 2, § 93 Abs. 3 Satz 2 NKomVG). Das gilt ebenso für Bürgerbegehren (§ 32 Abs. 2 Satz 2 Nr. 2 NKomVG). Die Rechtsverhältnisse der genannten Personen sind durch das Kommunalverfassungs-, das Beamten- und das Tarifrecht eingehend geregelt und lassen keinen Spielraum für Mehrheitsentscheidungen. Der Diskussion von Personalangelegenheiten in der Öffentlichkeit stehen außerdem die berechtigten Interessen der Betroffenen an der Geheimhaltung ihrer Verhältnisse entgegen.
Bürger sind die Einwohner einer Kommune mit kommunalem Wahlrecht (§ 28 Abs. 2 NKomVG).
Die Befragung dient der Unterstützung der Entscheidungsfindung. Das Ergebnis der Befragung ist rechtlich nicht bindend. Damit ist der Rat, anders als bei einem Bürgerentscheid, nicht an das Ergebnis der Befragung gebunden. Bürgerbefragungen werden stets vom Rat beschlossen. Befragungen zu unterschiedlichen Fragestellungen können verbunden am gleichen Tag oder im gleichen Zeitraum erfolgen. In der Regel sind den Bürgern Fragen zu stellen, die mit JA oder NEIN zu beantworten sind.
Damit eine Bürgerbefragung gem. § 35 Satz 1 NKomVG durchgeführt werden kann, muss der Rat zuvor eine Satzung beschließen, die die Einzelheiten regelt (§ 35 Satz 3 NKomVG). Dabei kann eine Kommune sich eine generelle Satzung geben, die auf alle Bürgerbefragungen anwendbar ist oder für einen speziellen Einzelfall eine einzelne Satzung erlassen. Bei einer generellen Satzung bedarf es dann jeweils eines Beschlusses des Rates. § 93 Abs. 3 NKomVG verweist für eine Befragung in Ortschaften und Stadtbezirken nicht auf das Satzungserfordernis aus § 35 Satz 3 NKomVG.
Hauptzweck einer Bürgerbefragung ist es, dem Rat Informationen für seine Meinungs- und Willensbildung zu verschaffen und damit letztendlich auch seine Entscheidungsfähigkeit zu verbessern. Gleichzeitig können solche Befragungen auch das Interesse von Bürgerinnen und Bürgern an Angelegenheiten, die ihr unmittelbares Lebensumfeld betreffen, erhöhen und ihr kommunalpolitisches Engagement stärken.
Praktische Beispiele sind die Bürgerbefragung zur Müllverbrennungsanlage Emlichheim im Jahr 2004 oder zur Städtefusion Böhmetal im Jahr 2008.

### Weitere Bundesländer
Im Saarland ist in § 20b des Kommunalselbstverwaltungsgesetzes (KSVG) eine Einwohnerbefragung zu wichtigen Angelegenheiten der Gemeinde vorgesehen, deren Einzelheiten durch Satzung zu regeln sind. § 13 der Kommunalverfassung des Landes Brandenburg (BbgKVerf) lässt unterschiedliche Formen der kommunalen Öffentlichkeitsarbeit zu. Danach sind auch Bürgerbefragungen möglich.

## App für Bürgerbefragungen
Die Universitätsstadt Tübingen will als erste Stadt in Deutschland ab Sommer 2018 ihre Bürger regelmäßig per App zu wegweisenden politischen Themen befragen. Damit niemand diskriminiert wird, können Bürger auch per Browser oder schriftlich an den Umfragen teilnehmen. Die Lösung soll garantieren, dass ausschließlich gemeldete Bürger an den Umfragen teilnehmen können. Gleichzeitig sollen Anonymität und Datenschutz gewährleistet und Mehrfachabstimmungen ausgeschlossen sein. Der Tübinger Gemeinderat hat eine Satzung verabschiedet, die unter anderem regelt, dass die Bürger bei jeder Befragung auf ergänzenden Print- und Online-Kanälen über das Thema der Befragung sowie über Pro und Contra ausgewogen informiert werden. Zudem sollen Einwohnerinformationsveranstaltungen stattfinden.
Das Format soll die bisherigen Beteiligungsformate in Tübingen, die vor allem beratender Art sind, sinnvoll ergänzen. Mit dem neuen Format möchte man den Kreis für politische Beteiligung deutlich erweitern und auch Bildungsfernere Bevölkerungsgruppen und Menschen, die sich den klassischen Informationsmedien wie Zeitungen entzogen haben, wieder für die Kommunalpolitik gewinnen.
Ende 2023 kündigte der Betreiber der in Tübingen von 2019 bis 2023 eingesetzten BürgerApp den Vertrag mit der Stadt. Hintergrund war unter anderem ein geringer „Kundenstamm“, der den Betrieb unwirtschaftlich machte.

### Kosten und Effizienz
Damit ein regelmäßiger Einsatz des Beteiligungsformats möglich wird, ist die Effizienz pro Umfrage entscheidend. Mit dem neuen Format soll die Befragung aller rund 90.000 Tübinger Einwohner 5.000 EUR pro Umfrage kosten. Das Land Baden-Württemberg hat das Format mit 72.000 EUR gefördert. Die Förderung des Landes erfolgte im Rahmen des Programms „Städte und Gemeinden 4.0 - Future Communities“.

### Sicherheit und Datenschutz
Das Verfahren für die Lösung ist mit dem Landesbeauftragten für den Datenschutz und Informationsfreiheit Baden-Württemberg abgestimmt. Die SySS GmbH, nach eigenen Angaben Marktführerin für simulierte Hackerangriffe, wird das System auf Sicherheitslücken testen. Damit möchte man die Hürde für Angreifer möglichst hoch hängen.

### Hoheit über den Einsatz und Ziele
Die Hoheit über den Einsatz der App soll lt. Satzung beim Gemeinderat liegen. Er entscheidet den Einsatz mit 2/3 Mehrheit. Auch der finale Wortlaut der Texte wird vom Gemeinderat mit 2/3 Mehrheit bestimmt. Damit soll eine ausgewogene Information der Bürger mit Pro und Contra garantiert werden. Erklärtes Ziel ist es, dem Gemeinderat eine bessere Entscheidungsgrundlage bei wegweisenden politischen Themen zu geben und die Akzeptanz der Bürger für die kommunale Demokratie zu stärken.